# Maciej Grzywaczewski
Maciej Leszek Grzywaczewski (ur. 17 listopada 1954 w Gdańsku) – polski producent filmowy, przedsiębiorca, wydawca, działacz opozycji demokratycznej w okresie PRL, w latach 2004–2006 dyrektor TVP1.

## Życiorys
W latach 1975–1980 studiował historię filozofii na warszawskiej Akademii Teologii Katolickiej, z której został relegowany. Od 1977 działał w organizacjach opozycyjnych, należał do kierownictwa Nurtu Niepodległościowego Andrzeja Czumy, następnie do Ruchu Obrony Praw Człowieka i Obywatela. W 1979 był sygnatariuszem i jednym z rzeczników Ruchu Młodej Polski. Zasiadał w kierownictwie Wydawnictwa im. Konstytucji 3 Maja, publikował w związanym ze środowiskiem RMP czasopiśmie drugiego obiegu „Bratniak”.
W 1980 brał udział w strajku w Stoczni Gdańskiej. Wspólnie z kolegą Arkadiuszem Rybickim spisał na tablicy 21 postulatów Międzyzakładowego Komitetu Strajkowego. W 2003 tablica z postulatami została przez UNESCO wpisana na listę światowego dziedzictwa kulturalnego Pamięć Świata.
Po sierpniu 1980 zaangażował się w działalność NSZZ „Solidarność”, pracował w Komisji Krajowej związku. Po wprowadzeniu stanu wojennego pozostawał kilka miesięcy w ukryciu. Pracował następnie w wytwórni biżuterii, a w latach 1984–1988 przebywał na emigracji we Francji, gdzie rozpoczął działalność w branży filmowej.
W 1988 został dyrektorem agencji filmowej ProFilm, a w 1990 należał do fundatorów Video Studio Gdańsk. Był producentem Festiwalu Polskich Wideoklipów Yach Film, a w 1999 jednym z organizatorów Fundacji Centrum Solidarności.
W latach 2004–2006 pełnił funkcję dyrektora TVP1, w 2007 wszedł w skład zarządu spółki akcyjnej ATM Grupa, produkującej programy telewizyjne. W 2008 objął funkcję jej wiceprezesa. Został również wiceprzewodniczącym rady programowej Polskiego Instytutu Sztuki Filmowej.

## Życie prywatne
Jego ojcem był publicysta Zbigniew Leszek Grzywaczewski. Jest mężem Bożeny Rybickiej-Grzywaczewskiej, siostry Arkadiusza, Mirosława i Sławomira Rybickich.

## Odznaczenia
W 2009, za wybitne zasługi dla niepodległości Rzeczypospolitej Polskiej, za działalność na rzecz przemian demokratycznych, za osiągnięcia w podejmowanej z pożytkiem dla kraju pracy zawodowej i społecznej, został odznaczony Krzyżem Komandorskim Orderu Odrodzenia Polski. W 2015 otrzymał Krzyż Wolności i Solidarności.